# Plagiognathus phaceliae
Plagiognathus phaceliae är en insektsart som beskrevs av Schuh 2001. Plagiognathus phaceliae ingår i släktet Plagiognathus och familjen ängsskinnbaggar. Inga underarter finns listade i Catalogue of Life.